# AvtoVAZ

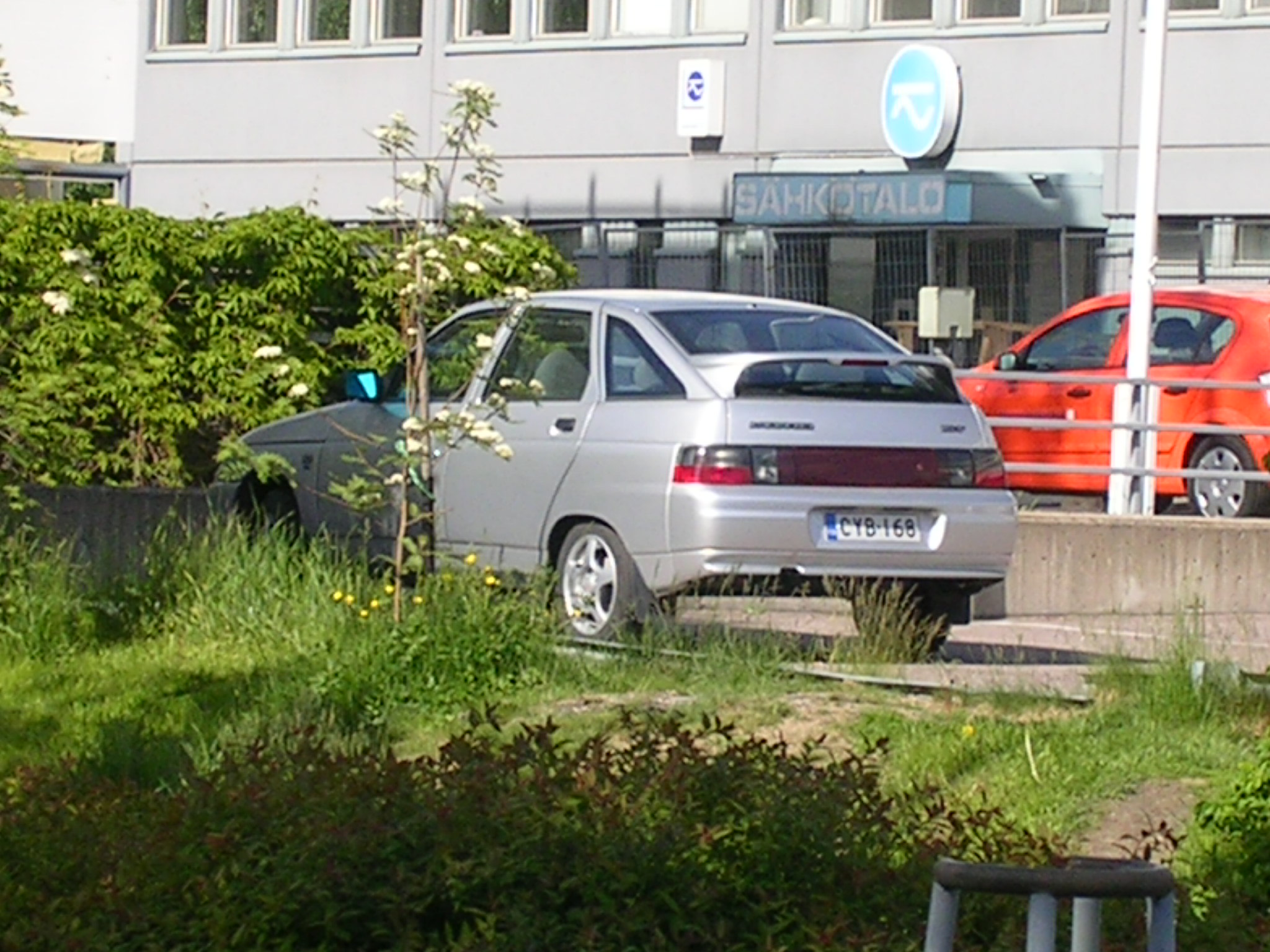
VAZ-21122

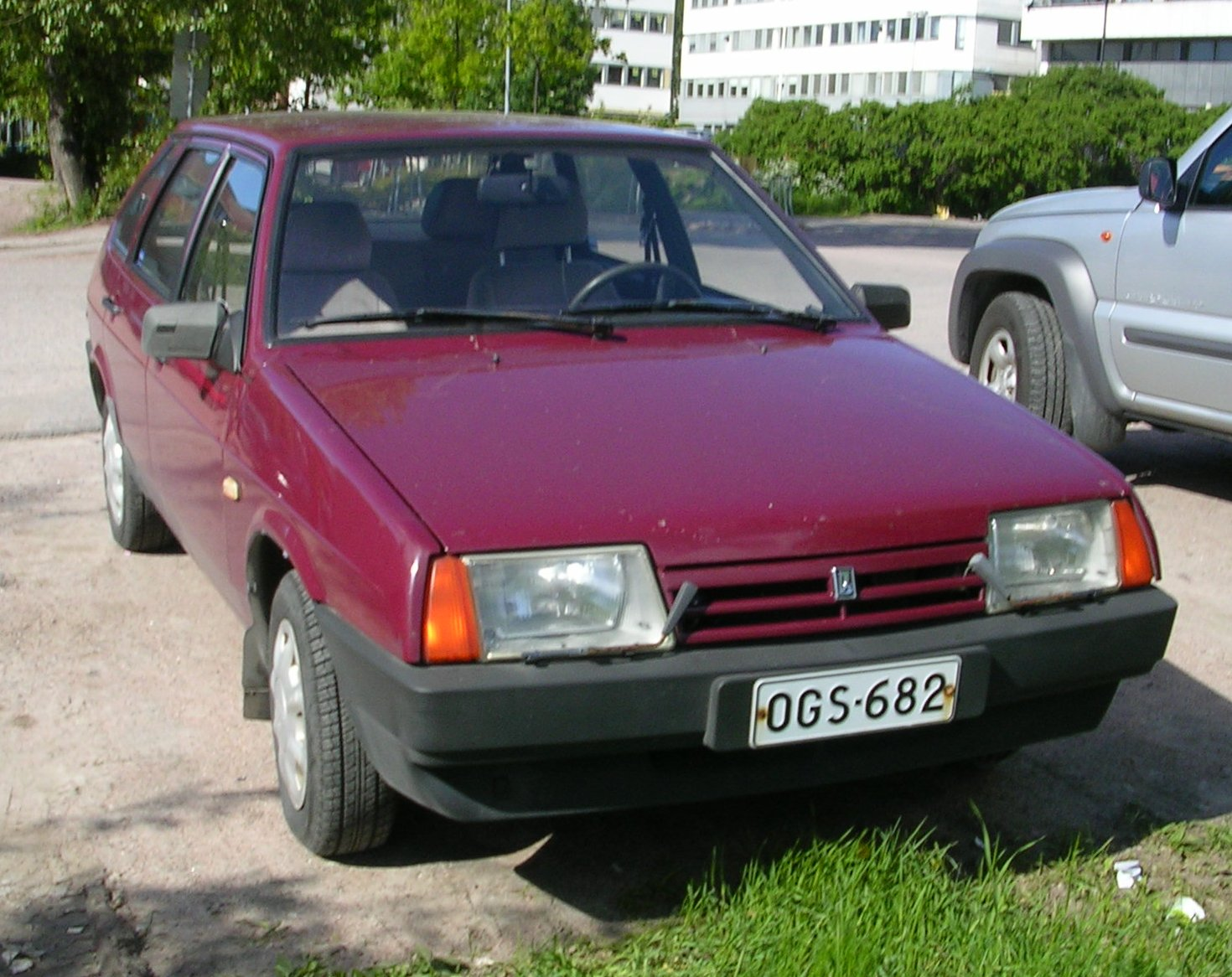
VAZ-21093

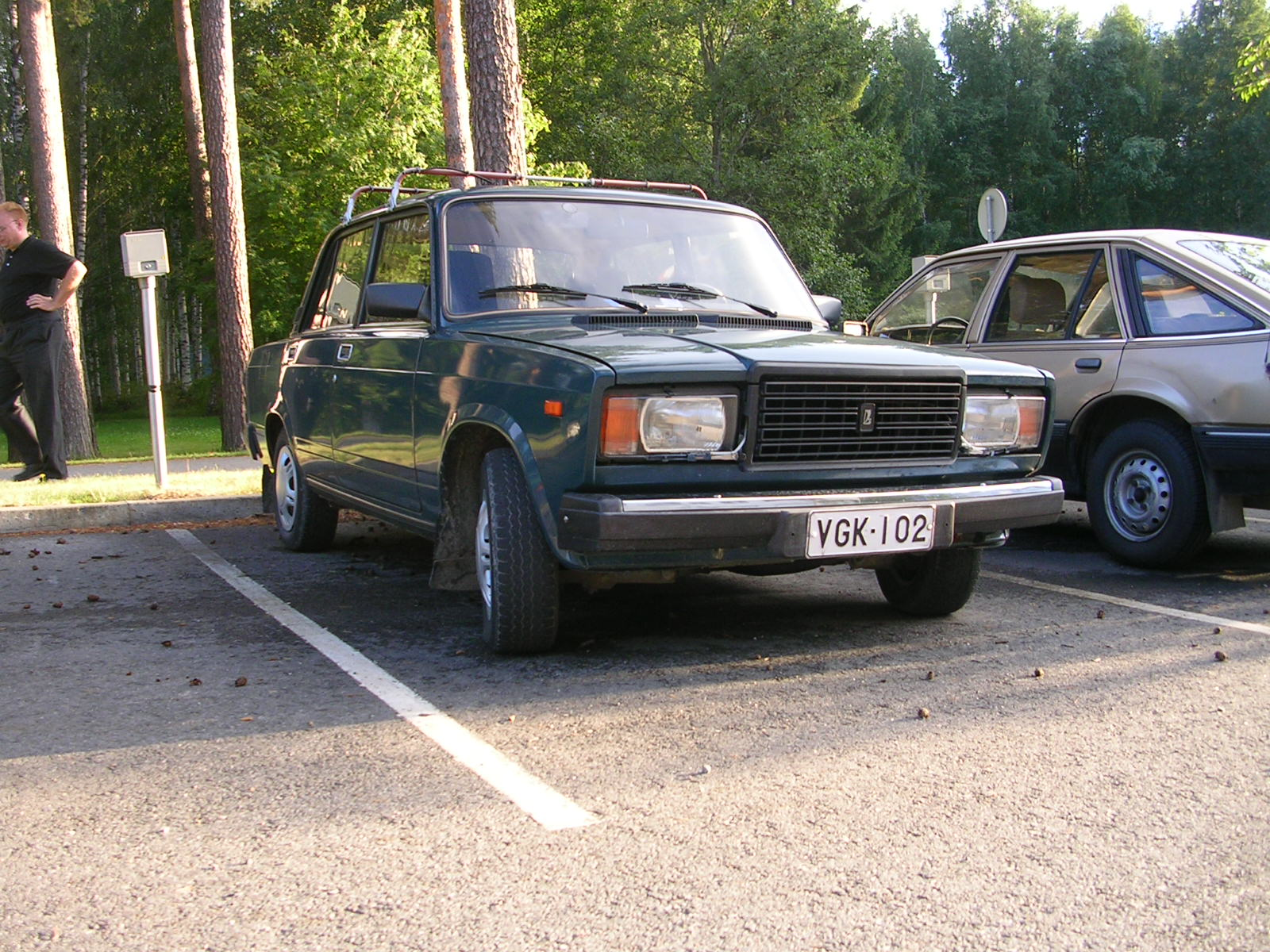
VAZ-21073

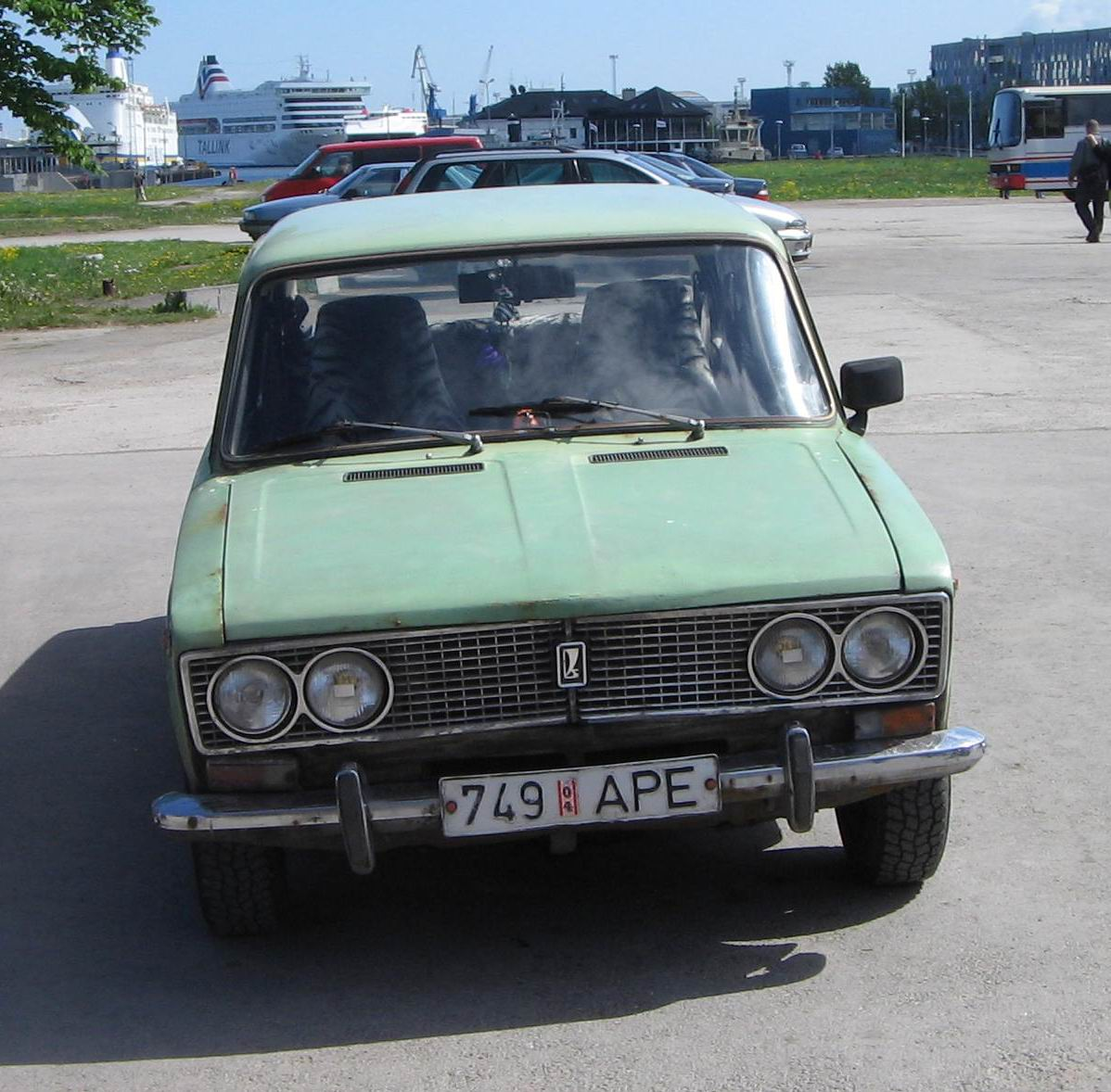
VAZ-2103

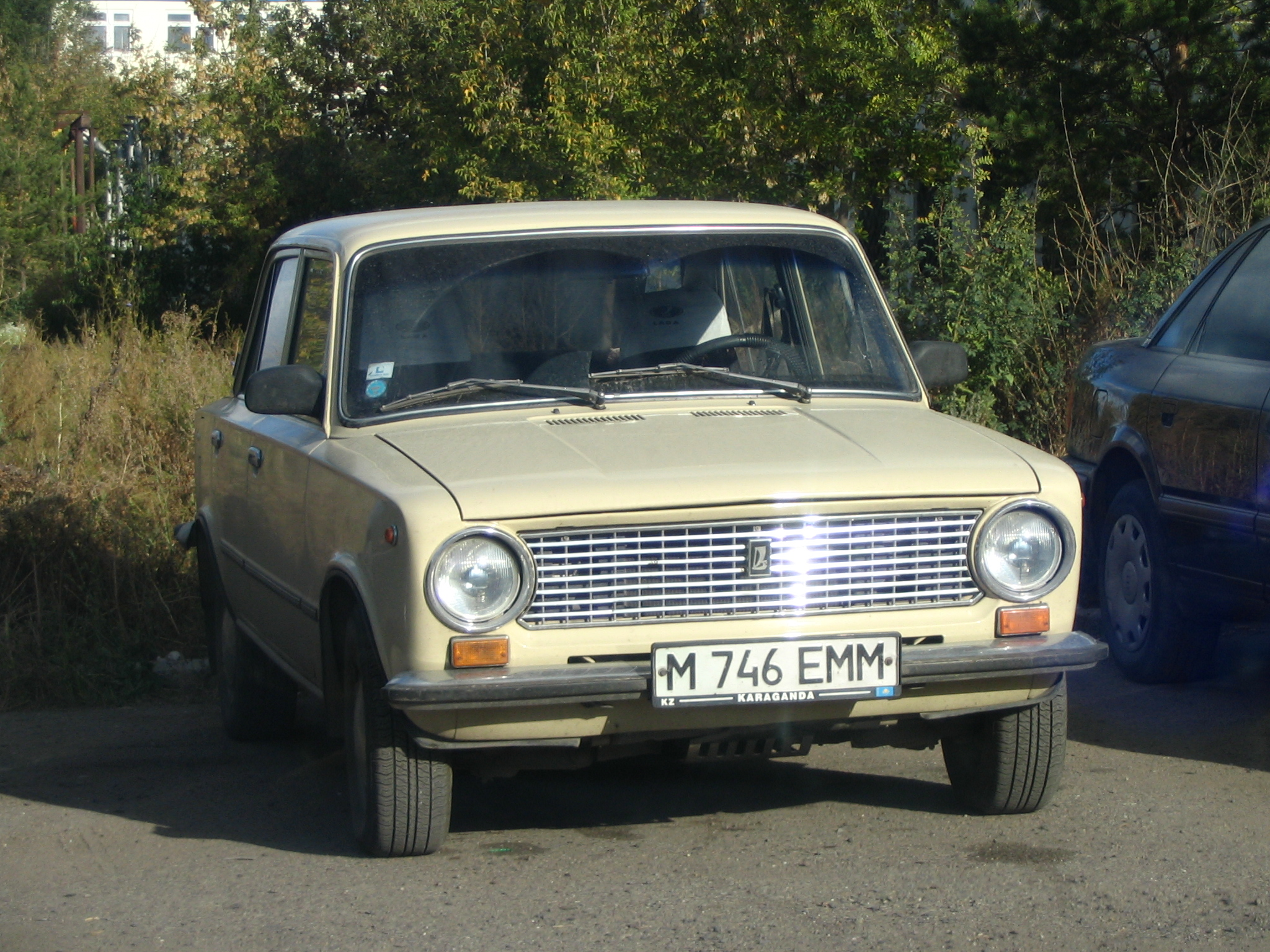
VAZ-2101

AvtoVAZ (MCX: AVAZ) (tiếng Nga: АвтоВАЗ) là một nhà sản xuất ô tô Nga, cũng được gọi là VAZ, Volzhsky avtomobilny zavod (ВАЗ, Во́лжский автомоби́льный заво́д), và nổi tiếng trên thế giới với nhãn hiệu Lada, được thành lập hồi cuối thập niên 1960 với sự hợp tác của Fiat. 73.3% công ty này thuộc sở hữu của công ty Renault Pháp.
Công ty sản xuất gần một triệu xe mỗi năm, gồm Kalina, Lada 110 và xe off-road Niva. Tuy nhiên, chiếc xe đầu tiên dựa trên Fiat 124, VAZ-2101 và các biến thể của nó vẫn là các model gắn liền nhất với thương hiệu Lada.
Nhà máy VAZ là một trong các nhà máy lớn nhất thế giới, với hơn 144 km (90 dặm) dây chuyền sản xuất, và là độc nhất ở đặc điểm hầu hết thành phần của xe đều được chế tạo nội bộ.
Chiếc Lada đời đầu là một chiếc xe cơ bản, thiếu hầu hết các thiết bị xa xỉ thường có trên xe hơi vào thời điểm đó và phỏng theo mẫu Fiat 124. Xe Lada có mặt ở hầu hết các quốc gia phương Tây trong thập niên 1970 và 1980, gồm cả Canada, Anh Quốc, Pháp, Bỉ, Luxembourg và Hà Lan, dù việc trừng phạt thương mại khiến nó không thể có mặt ở Mỹ. Việc bán hàng tới Italia bị cấm bởi thoả thuận giữa chính phủ Liên xô và Fiat, để bảo vệ Fiat khỏi các sản phẩm nhập khẩu rẻ tiền trong thị trường nội địa của hãng.

## Các mẫu không dựa theo Fiat

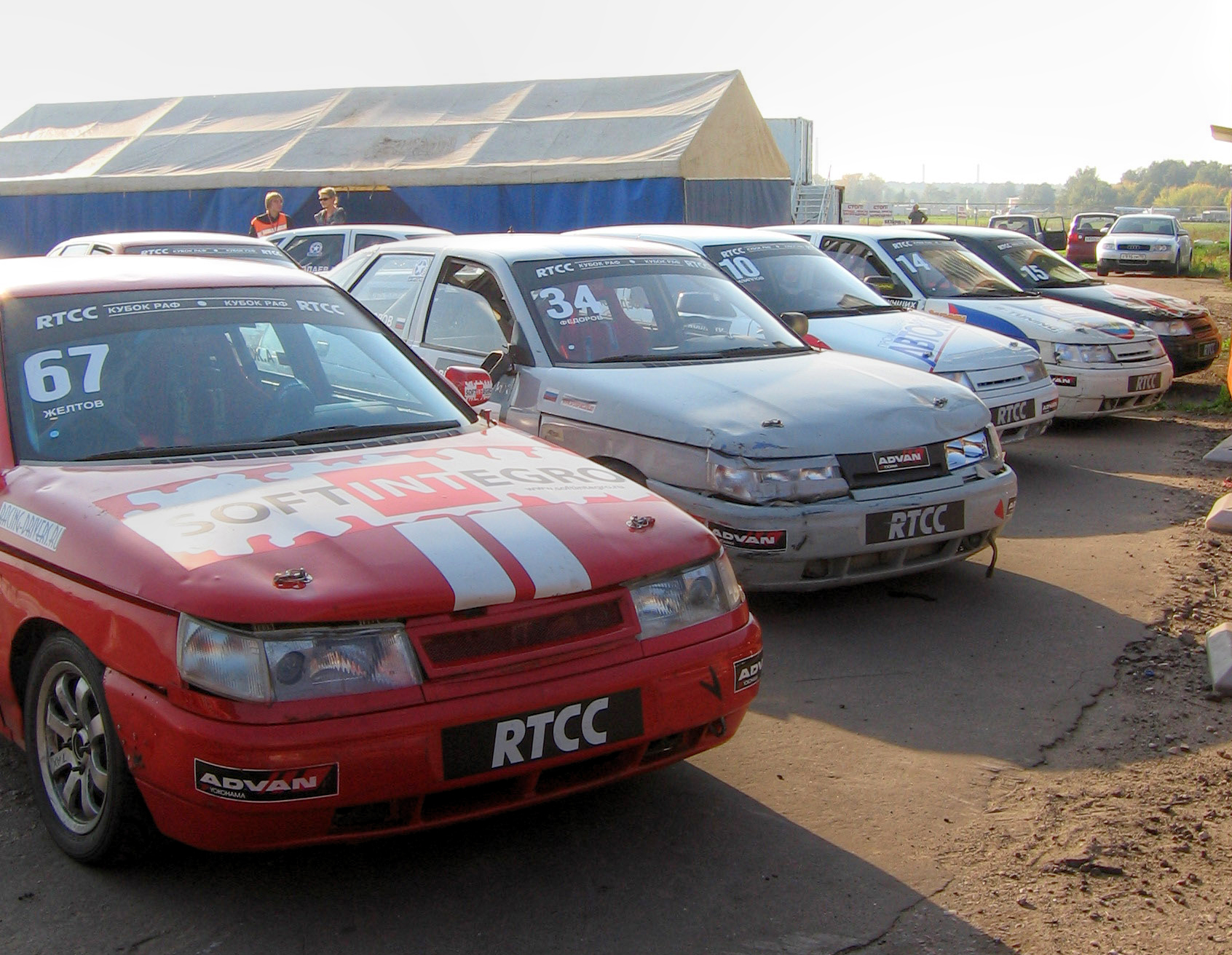
Sau cuộc đua

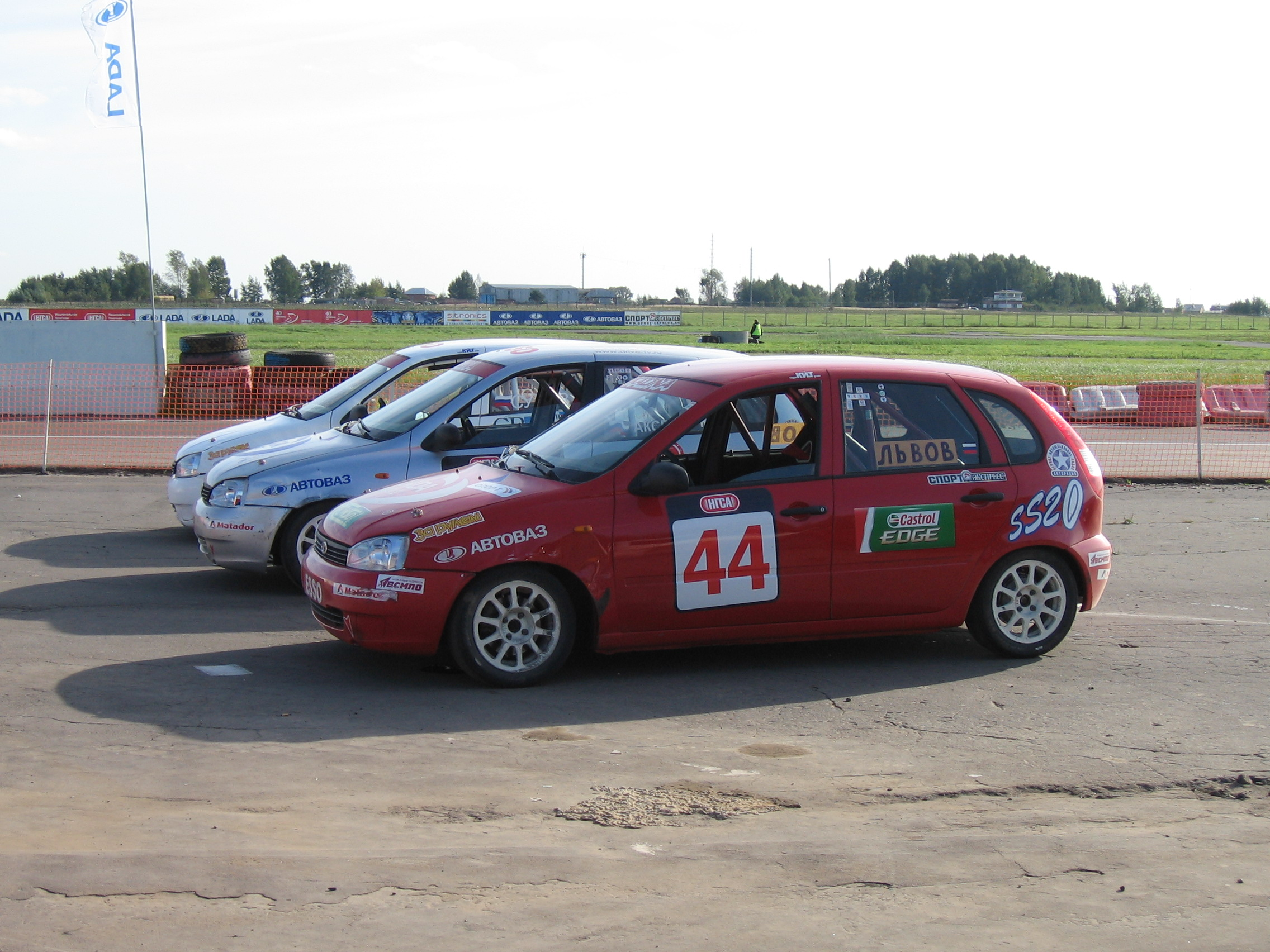
Sau cuộc đua

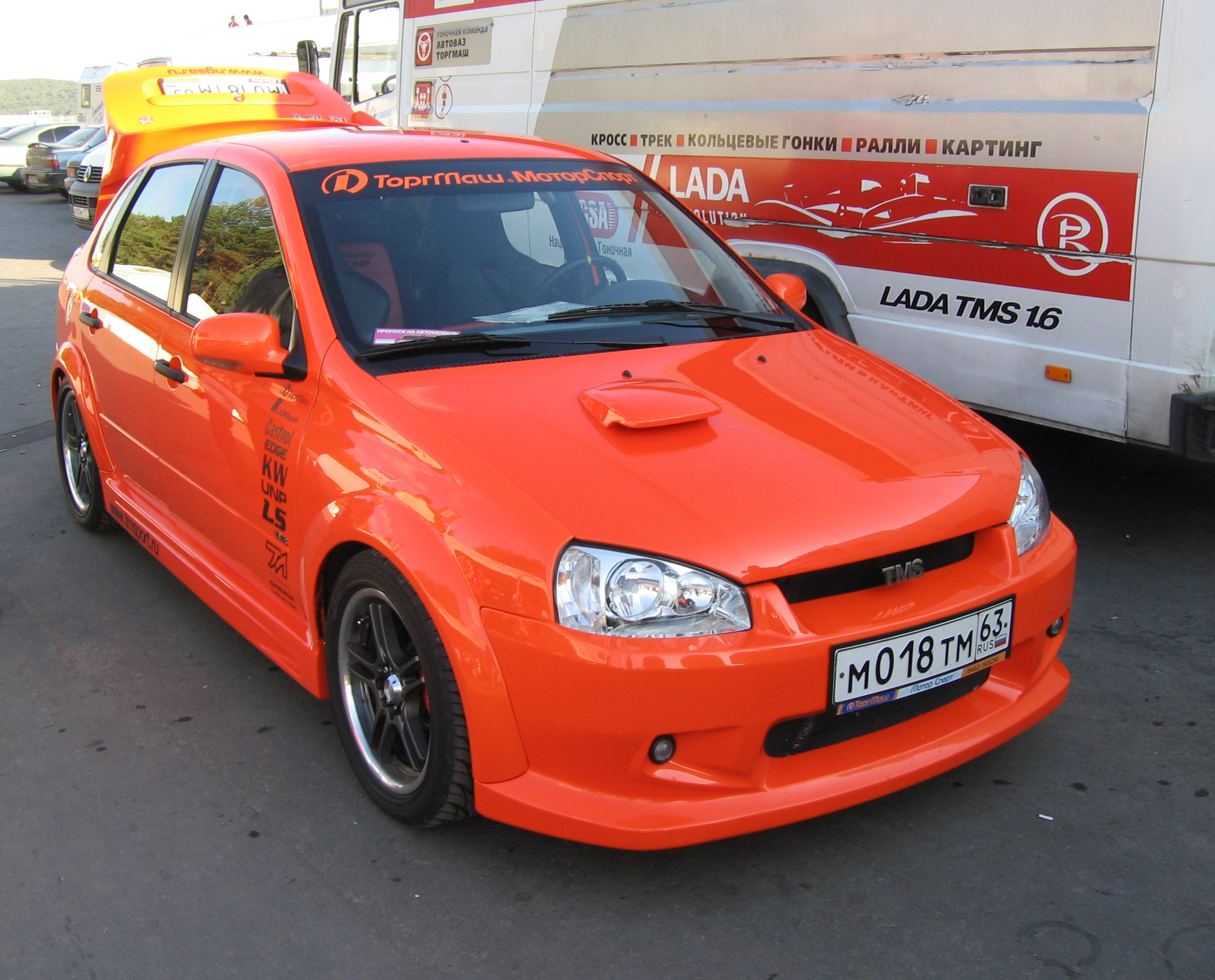
Lada Kalina